# Masacre en Ruiz
La Masacre en Ruiz fue un enfrentamiento entre bandas criminales del narcotráfico en México, que tuvo lugar el 26 de mayo de 2011, en el Municipio de Ruiz en el Estado de Nayarit, sobre la Carretera Federal 15 en el tramo Tepic-Mazatlán, que dejó un saldo de 29 sicarios muertos y 3 más heridos.

## Hechos
Según algunos reportes la banda criminal denominada como Los Zetas emboscó al Cártel de Sinaloa, del cual se derivó un fuerte enfrentamiento.